# Zehn Hoch
Zehn Hoch (englisch Powers of 10) ist ein Kurzfilm von Charles und Ray Eames aus dem Jahr 1977. Handlung des neun Minuten langen Films ist eine Reise zwischen Quasaren und Quarks, in den Dimensionen der entferntesten und größten sowie kleinsten Strukturen, die Gegenstand wissenschaftlicher Forschungen sind. Der Film zeigt in anschaulicher und eindrucksvoller Weise die in der Wissenschaft des 20. Jahrhunderts gebräuchlichen Größenordnungen (40 Zehnerpotenzen von 1024 bis 10−16 Meter), mit denen das Universum beschrieben werden kann.
Das gleichnamige Buch zum Film illustriert mit vielen Abbildungen und ergänzenden Texten 42 Stationen zwischen Makro- und Mikrokosmos.

## Handlung
Der Film beginnt mit der Aufnahme eines Paars beim Picknick am Michigansee aus der Vogelperspektive. Im Bild ist ein weißes Quadrat eingezeichnet, die Kantenlänge entspricht einem Meter. Die Kamera entfernt sich nun, immer auf denselben Punkt gerichtet, auf einer logarithmischen Skala von der Erde weg; es kommen immer größere Quadrate hinzu. Zehn Sekunden entsprechen dabei einem Größenfaktor von 10. Bei der Größenordnung des Universums angelangt, wird beschleunigt zurück auf die Erde gezoomt. Beim Picknick angekommen, wird – nun wieder in normalem Tempo – in ein Kohlenstoffatom in der Haut des Mannes gezoomt. Eine Stimme aus dem Off kommentiert dabei die sichtbaren Strukturen und vergleicht die Größenordnungen.

## Auszeichnungen
- 1998: Aufnahme in das National Film Registry der USA

## Zitat
„Eventually, everything connects.“

„Letztendlich ist alles miteinander verbunden.“